# Dominique Lapierre
(Proverbio indiano)
Dominique Lapierre (Châtelaillon-Plage, 30 luglio 1931 – Sainte-Maxime, 3 dicembre 2022) è stato un giornalista, scrittore e filantropo francese.
Molte delle sue opere sono state scritte insieme a Larry Collins, e parte dei guadagni ottenuti dalla vendita dei suoi libri è stata donata, a partire dal 1982, all'associazione non profit City of Joy, che diverrà poi il titolo di uno dei suoi più famosi romanzi, La città della gioia, da cui è anche stato tratto l'omonimo film. Dominique Lapierre parlava il bengalese.

## Biografia
Lapierre nacque a Châtelaillon-Plage e si diplomò al Lafayette College, in Pennsylvania. Fu corrispondente di Paris Match per quattordici anni. 
Dominique Lapierre, dopo il matrimonio, entrò nell'esercito francese come militare di leva, all'inizio inquadrato in un reggimento di carri armati e successivamente quale interprete. Qui incontrò un giovane caporale statunitense, Larry Collins, con il quale avrebbe poi stretto amicizia. Dopo la fine del servizio militare Collins fu assunto dalla United Press nella sede di Parigi e in seguito inviato in Medio Oriente come corrispondente del settimanale Newsweek. Lapierre invece trovò  lavoro come reporter presso Paris Match: questo permise ai due di incontrarsi numerose volte durante i loro viaggi. La loro amicizia e collaborazione sfociò infine nel loro primo bestseller: Parigi brucia?, pubblicato nel 1965.
Il 10 giugno 2012, a causa di una caduta, perse conoscenza ed entrò in coma, rimanendovi per qualche tempo. Perse poi progressivamente l'uso della parola e della capacità di scrivere.

## Vita privata
Ebbe una figlia, Alexandra, anche lei scrittrice. Fu sposato, dal 1980, con Dominique Conchon-Lapierre con cui condivise l'impegno della fondazione Action pour les enfants des lépreux de Calcutta, nata dopo l'esperienza vissuta nella città indiana, da cui è ispirato il romanzo La città della gioia.

## Filantropia
La metà dei diritti d'autore de La Città della Gioia e de L'Arcobaleno nella notte vanno in beneficenza per un'associazione da lui fondata con la moglie Dominique. Il provento dei diritti è impiegato per costruire barconi ospedale, che navigano sul Gange, e ospitano e curano i malati che si recano sul fiume sacro per terminare i loro giorni terreni: è infatti credenza induista che morire tra le braccia della madre Ganga permetta all'anima di vincere il ciclo delle rinascite del karma e che possa in questo modo raggiungere il mokṣa (la liberazione). Per questo motivo i malati accettano di essere curati dalle barche ospedale che vengono interpretate e accolte come un segno divino.
A sostegno di alcune delle sue opere, nel 2011 nasce in Svizzera l'Associazione Amici di Dominique Lapierre.

## Opere

### Da solo
- Un dollaro mille chilometri, 1949
- Non hanno ucciso Chessman, 1960
- La città della gioia, 1985
- Più grandi dell'amore, 1990
- Gli eroi della città della gioia, 1994
- Mille soli, 1997
- C'era una volta l'Urss, 2005
- Luna di miele intorno al mondo, 2006
- Un arcobaleno nella notte, 2008
- India mon amour, Il Saggiatore, 2011
- Gli ultimi saranno i primi, 2012

### Con Larry Collins
- Parigi brucia?, 1965
- Gerusalemme! Gerusalemme!, 1972
- Stanotte la libertà, 1975
- Il quinto cavaliere, 1980
- Alle cinque della sera, 1988
- New York brucia?, 2004

### Con Javier Moro
- Mezzanotte e cinque a Bhopal, 2001